# Phacelia setigera
Phacelia setigera är en strävbladig växtart som beskrevs av Rodolfo Amando Philippi. Phacelia setigera ingår i Faceliasläktet som ingår i familjen strävbladiga växter. Utöver nominatformen finns också underarten P. s. humahuaquense.